# Татьяновка (Башкортостан)
Татьяновка (баш. Татьяновка) — село в Ишимбайском районе Башкортостана, входит в состав Иткуловского сельсовета.

## Население
| 2002 | 2009 | 2010 |
| ---- | ---- | ---- |
| 14   | ↘7   | ↗15  |

Национальный состав

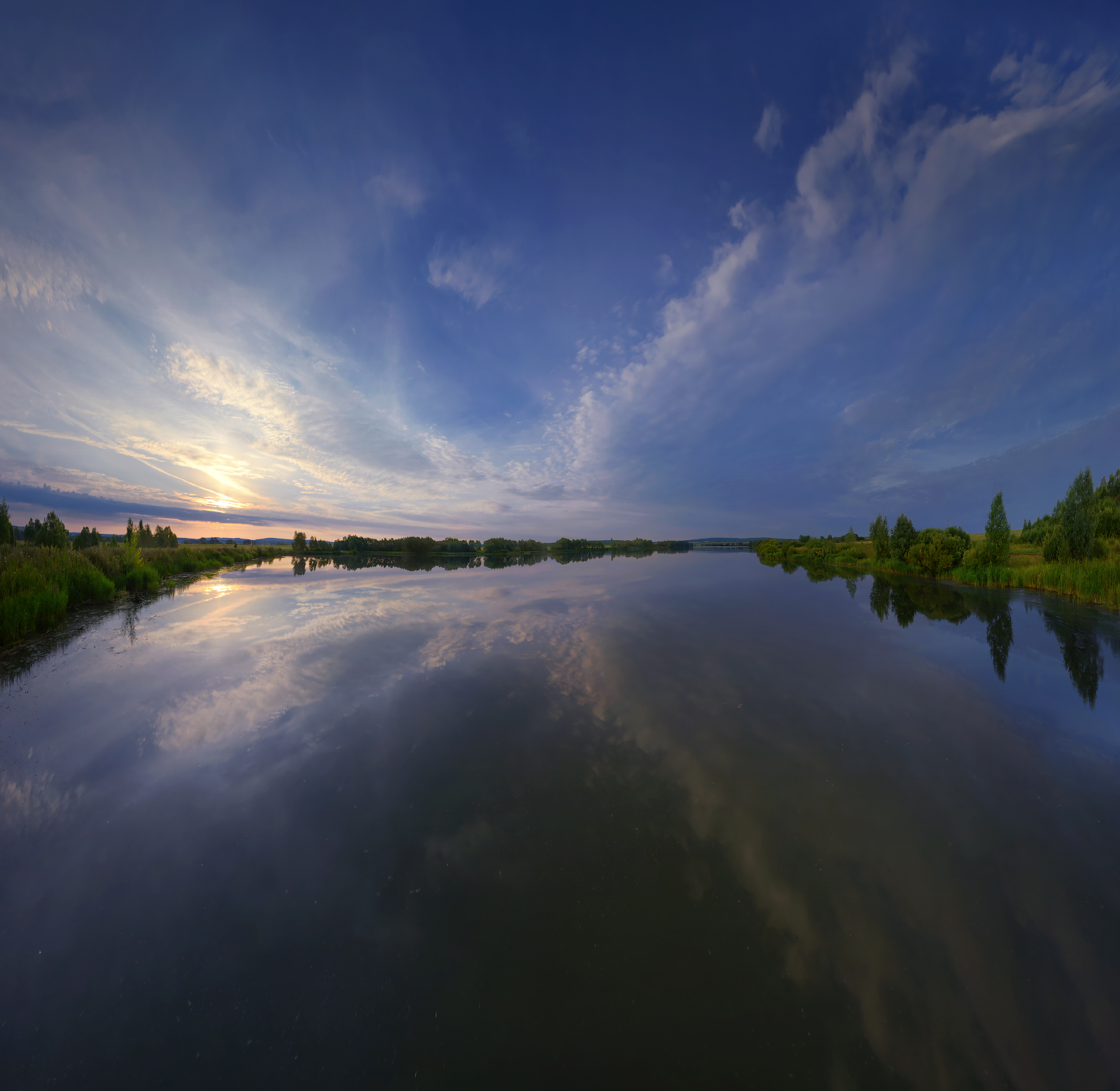
Татьяновский пруд

Согласно переписи 2002 года, преобладающая национальность — русские(93 %)

## Географическое положение
Протекает р. Каранка, впадающая в р. Тайрук.
Расстояние до:
- районного центра (Ишимбай): 23 км,
- центра сельсовета (Верхнеиткулово): 7 км,
- ближайшей ж/д станции (Салават): 53 км.

## Улицы
- Береговая
- Луговая
- Речная

## Транспорт
Автодорога Татьяновка — автодорога Ишимбай — Верхнеиткулово.

## Достопримечательности
- Татьяновский пруд, образованный запруживанием р. Будени при впадении в р. Тайрук. Назван по близлежащей деревне.